# Paphiopedilum victoria-regina
Paphiopedilum victoria-regina là một loài thực vật có hoa trong họ Lan. Loài này được (Sander) M.W.Wood mô tả khoa học đầu tiên năm 1976.

## Hình ảnh

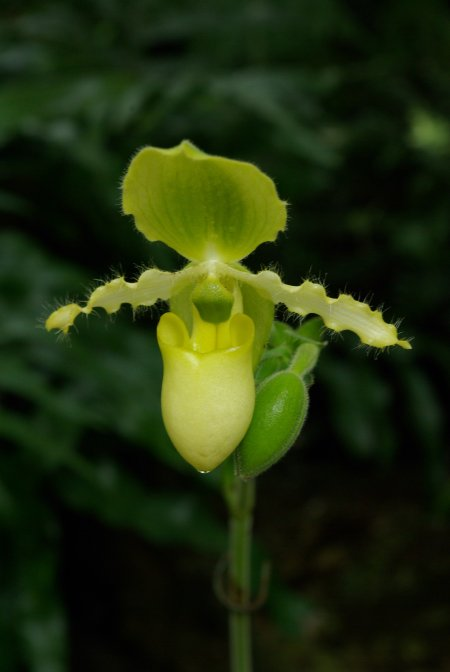
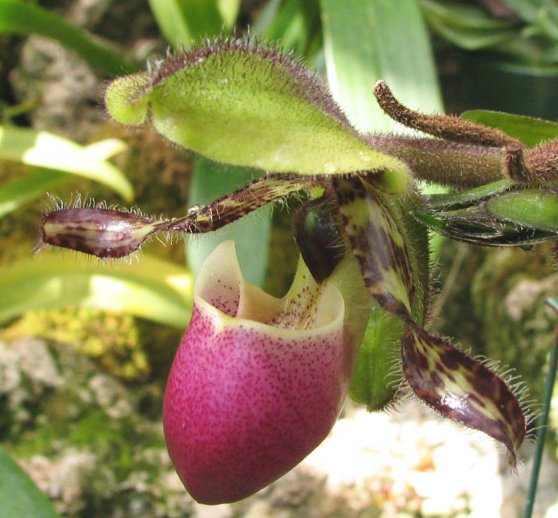
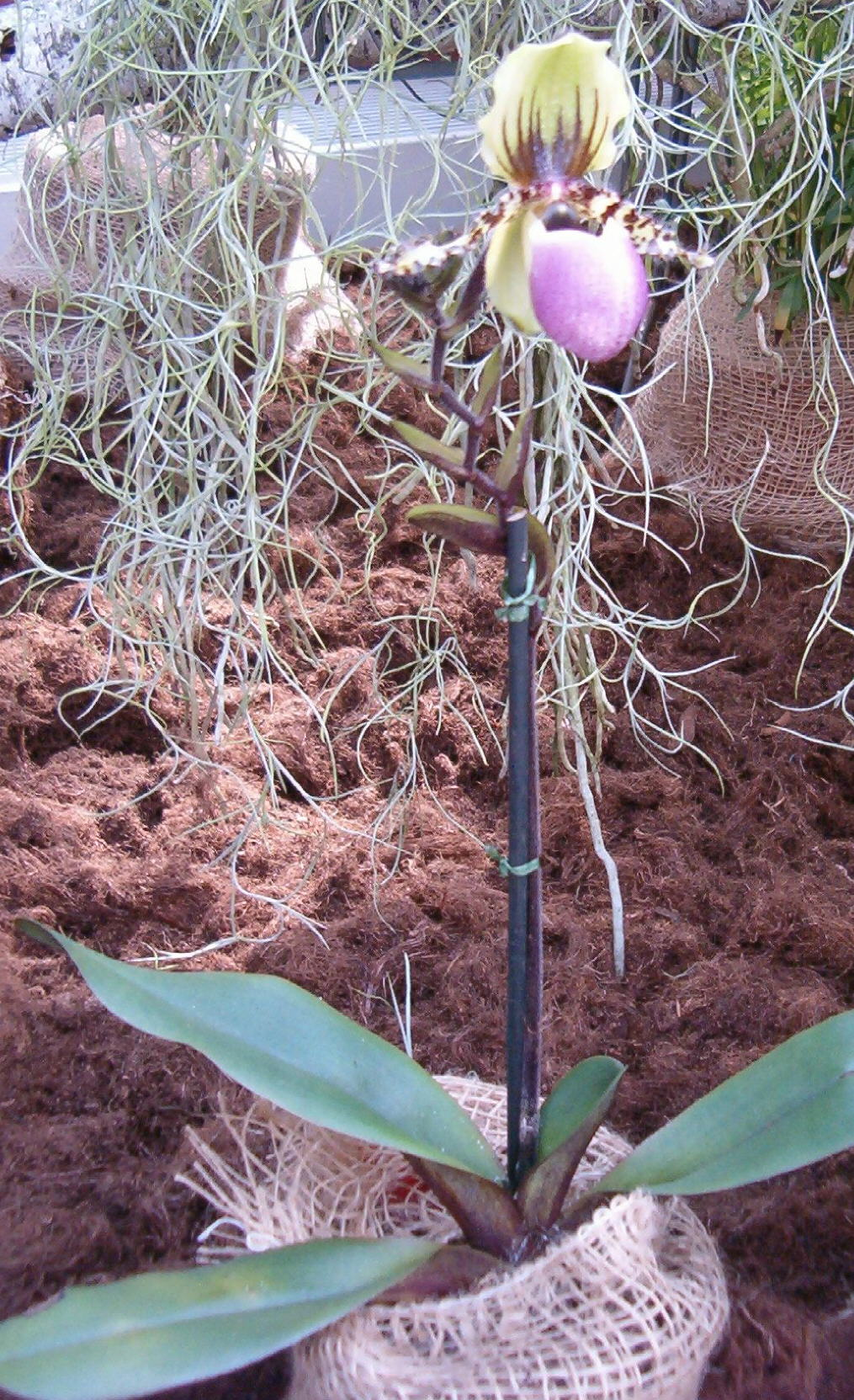
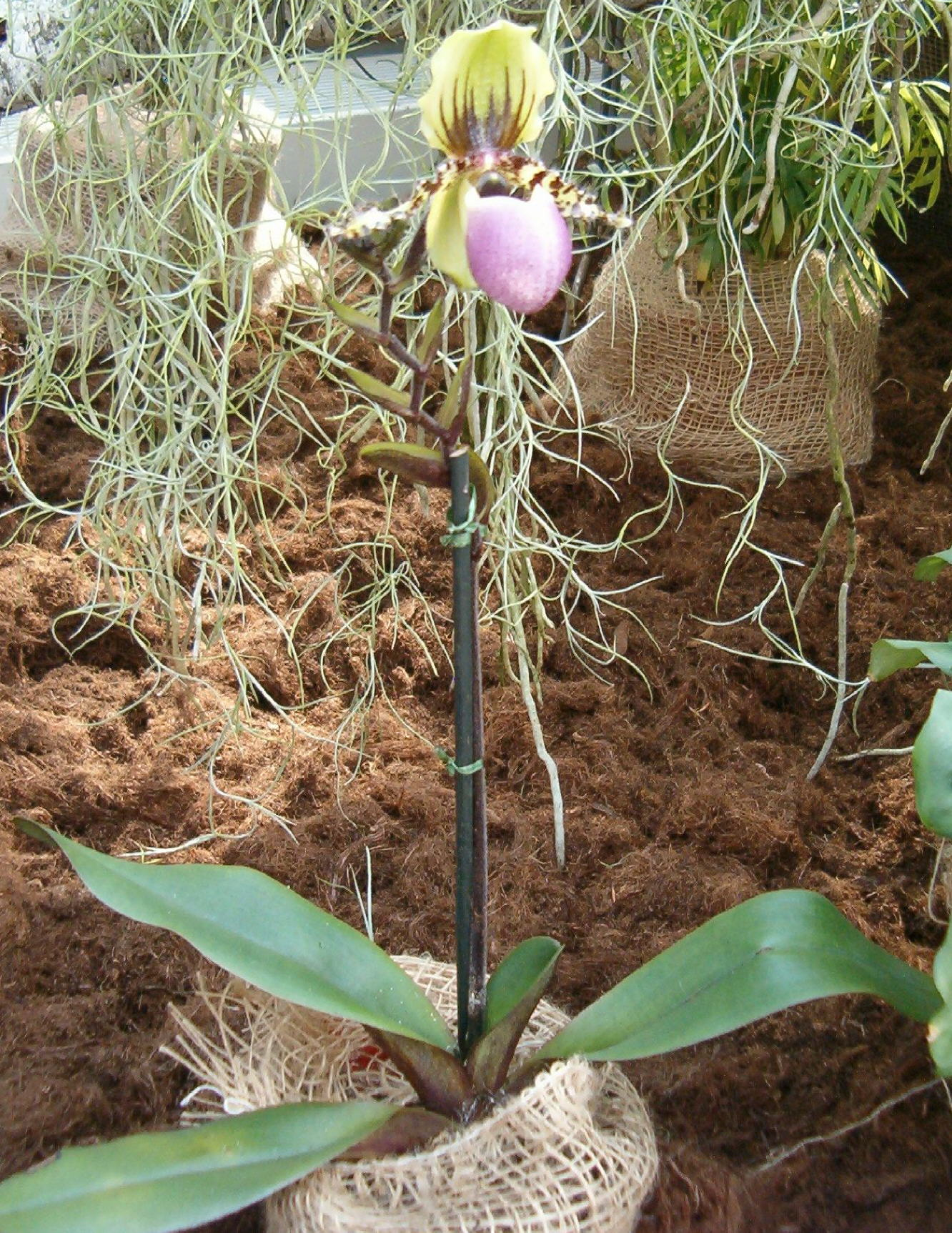